# Peteina erinaceus
Peteina erinaceus là một loài ruồi trong họ Tachinidae.